# Temporada Argentina 1949-1950
La Temporada Argentina 1949-1950 è stata una serie di corse automobilistiche di Formula Libre.

## Calendario
| Nr | Data             | Gara                         | Nome ufficiale                                                       | Sede          |
| -- | ---------------- | ---------------------------- | -------------------------------------------------------------------- | ------------- |
| 1  | 18 dicembre 1949 | Gran Premio di Buenos Aires  | IV Gran Premio del General Juan Perón y de la Ciudad de Buenos Aires | Palermo       |
| 2  | 8 gennaio 1950   | Gran Premio di Buenos Aires  | IV Gran Premio Extraordinario de Eva Duarte Perón                    | Palermo       |
| 3  | 15 gennaio 1950  | Gran Premio di Mar del Plata | III Gran Premio Internacional del General San Martín                 | Mar del Plata |
| 4  | 22 gennaio 1950  | Gran Premio di Rosario       | IV Copa Acción de San Lorenzo                                        | Rosario       |
| 5  | 12 novembre 1950 | Gran Premio di Paraná        | I Gran Premio de Paraná                                              | Paraná        |
| 6  | 18 dicembre 1950 | Gran Premio di Santiago      | I Gran Premio del Presidente Alessandri                              | Santiago      |
| 7  | 24 dicembre 1950 | 500 Miglia di Rafaela        | IV 500 Millas de Rafaela                                             | Rafaela       |

## Gare

### Gran Premio di Buenos Aires III
Palermo, 18 dicembre 1949 - IV Gran Premio del General Juan Perón y de la Ciudad de Buenos Aires
Giro veloce
 Juan Manuel Fangio (Ferrari)
Ordine d'arrivo
1. Alberto Ascari (Ferrari)
2. Juan Manuel Fangio (Ferrari)
3. Gigi Villoresi (Ferrari)
4. Benedicto Campos (Ferrari)
5. José Froilán González (Maserati)
6. Prince Bira (Maserati)

### Gran Premio di Buenos Aires
Palermo, 8 gennaio 1950 - IV Gran Premio Extraordinario de Eva Duarte Perón
Pole position
 Juan Manuel Fangio (Ferrari)
Giro veloce
 Gigi Villoresi (Ferrari)
Ordine d'arrivo
1. Gigi Villoresi (Ferrari)
2. Dorino Serafini (Ferrari)
3. Clemar Bucci (Alfa Romeo)
4. Juan Manuel Fangio (Ferrari)
5. Felice Bonetto
6. Nino Farina (Maserati)

### Gran Premio di Mar del Plata
Mar del Plata, 15 gennaio 1950 - III Gran Premio Internacional del General San Martín
Pole position
 Alberto Ascari (Ferrari)
Giro veloce
 Gigi Villoresi (Ferrari)
Ordine d'arrivo
1. Alberto Ascari (Ferrari)
2. Nino Farina (Maserati)
3. Piero Taruffi (Maserati)
4. Louis Chiron (Maserati)
5. Emmanuel de Graffenried (Maserati)
6. José Froilán González

### Gran Premio di Rosario
Rosario, 22 gennaio 1950 - IV Copa Acción de San Lorenzo
Pole positio
 Juan Manuel Fangio (Ferrari)
Giro veloce
 Juan Manuel Fangio (Ferrari)
Ordine d'arrivo
1. Gigi Villoresi (Ferrari)
2. Benedicto Campos (Ferrari)
3. Nino Farina (Maserati)
4. Reg Parnell (Maserati)
5. Clemar Bucci (Alfa Romeo)
6. Philippe Étancelin (Talbot-Lago)

### Gran Premio di Paranà
Paraná, 12 novembre 1950 - Gran Premio de Paraná
Pole position
 Juan Manuel Fangio (Ferrari)
Giro veloce
 Juan Manuel Fangio (Ferrari)
Ordine d'arrivo
1. Juan Manuel Fangio (Ferrari)
2. José Froilán González (Ferrari)
3. Alfredo Pian (Maserati)
4. Onofre Marimon (Maserati)
5. Hector Niemitz (Alfa Romeo)
6. Adolfo Schwelm Cruz (Alfa Romeo)

### Gran Premio di Santiago
Santiago del Cile, 18 dicembre 1950 - Gran Premio del Presidente Alessandri
Pole position
 Juan Manuel Fangio (Ferrari)
Ordine d'arrivo
1. Juan Manuel Fangio (Ferrari)
2. José Froilán González (Ferrari)
3. Eitel Cantoni (Maserati)
4. Bartholome Ortiz Saenz (Simca-Gordini)
5. Pascual Puopolo (Maserati)
6. Onofre Marimon (Maserati)

### 500 Miglia di Rafaela
Rafaela, 24 dicembre 1950 - IV 500 Millas de Rafaela
Pole position
 Juan Manuel Fangio (Talbot-Lago)
Ordine d'arrivo
1. Juan Manuel Fangio (Talbot-Lago)
2. Louis Rosier (Talbot-Lago)
3. Luis Brosutti (Mercedes-Benz)
4. Gabriel Sagreras (Reo)
5. Otelo Ziti (Plymouth)
6. Mario Sessarego (Cadillac)

## Risultati
| Nº | Gara                         | Pole position      | Giro veloce        | Pilota vincitore   | Costruttore vincitore | Resoconto |
| -- | ---------------------------- | ------------------ | ------------------ | ------------------ | --------------------- | --------- |
| 1  | Gran Premio di Buenos Aires  |                    | Juan Manuel Fangio | Alberto Ascari     | Ferrari               | Resoconto |
| 2  | Gran Premio di Buenos Aires  | Juan Manuel Fangio | Gigi Villoresi     | Gigi Villoresi     | Ferrari               | Resoconto |
| 3  | Gran Premio di Mar del Plata | Alberto Ascari     | Gigi Villoresi     | Alberto Ascari     | Ferrari               | Resoconto |
| 4  | Gran Premio di Rosario       | Juan Manuel Fangio | Juan Manuel Fangio | Gigi Villoresi     | Ferrari               | Resoconto |
| 5  | Gran Premio di Paranà        | Juan Manuel Fangio | Juan Manuel Fangio | Juan Manuel Fangio | Ferrari               | Resoconto |
| 6  | Gran Premio di Santiago      | Juan Manuel Fangio |                    | Juan Manuel Fangio | Ferrari               | Resoconto |
| 7  | 500 Miglia di Rafaela        | Juan Manuel Fangio |                    | Juan Manuel Fangio | Talbot-Lago           | Resoconto |